# August Egger

August Egger, um 1914

August Egger (* 27. Juni 1875 in Waldkirch; † 16. Dezember 1954 in Zürich) war ein Schweizer Jurist und Hochschullehrer.

## Leben und Wirken
August Egger war der Sohn des Kaufmanns Johann August Egger. Er studierte Rechtswissenschaft an der Ludwig-Maximilians-Universität München, der Universität Leipzig, der Friedrich-Wilhelms-Universität zu Berlin und der Universität Bern. In Bern promovierte er 1900 bei Eugen Huber zum Dr. iur. und habilitierte sich anschliessend an der Friedrich Wilhelms-Universität zu Berlin mit einer Arbeit über Vermögenshaftung und Hypothek nach fränkischem Recht. 1904 wurde er als Professor für schweizerisches Zivilrecht an die Universität Zürich berufen. In dieser Stellung lehrte er bis zu seinem altersbedingten Rücktritt 1944. Von 1912 bis 1914 amtierte er als Rektor der Universität. Von 1905 bis 1923 war August Egger zudem Ersatzrichter und Mitglied des Zürcher Kassationsgerichts. August Egger gab grundlegende Kommentare zum Schweizerischen Zivilgesetzbuch heraus, insbesondere zum Personen- und Familienrecht. Nicht zuletzt fanden seine Beiträge zum Arbeitsrecht Anerkennung von gewerkschaftlicher Seite.
August Egger heiratete 1915 die Malerin und Grafikerin Sophie Egger-Looser. Das Ehepaar lebte in einer Villa an der Heuelstrasse 41 am Zürichberg. 
Der Nachlass von August Egger befindet sich in der Zentralbibliothek Zürich.